# Anoura luismanueli
Anoura luismanueli — вид родини листконосові (Phyllostomidae), ссавець ряду лиликоподібні (Vespertilioniformes, seu Chiroptera).

## Середовище проживання
Країни поширення: Колумбія, Венесуела. Висота проживання від 1100 до 2300 м. Живе в тропічному лісі.

## Звички
Лаштує сідала в печерах.

## Загрози та охорона
Ніяких серйозних загроз. Зустрічається в багатьох природоохоронних районах у Венесуелі.